# Sílvia de Roma
Santa Sílvia (Roma, 515 – Roma, 592) foi a mãe de São Gregório Magno, Doutor da Igreja e Sumo Pontífice. 
Pouca informação biográfica sobre ela existe. Seu lugar natal é às vezes dado como Sicília, às vezes como Roma. Aparentemente, ela era de uma família tão distinta quanto seu marido, o Romano regionarius, Gordiano. Ela tinha, além de Gregory, um segundo filho, cujo nome não sobreviveu através dos tempos.
Sílvia foi notada por sua grande piedade e deu a seus filhos uma excelente educação. Após a morte do marido, por volta de 573, ela se dedicou inteiramente à religião na "nova cela à porta do beato Paulo" ("cella nova juxta portam beati Pauli"). Gregório, o Grande, teve um mosaico retrato de seus pais executados no mosteiro de Santo André; é minuciosamente descrito por Johannes Diaconus(P.L., LXXV, 229-30).
Sílvia foi retratada sentada com o rosto, em que as rugas de idade não conseguiam esconder a beleza; os olhos eram grandes e azuis, e a expressão era graciosa e animada.
Seu dia é comemorado em 3 de novembro.